# Hysteria!
Hysteria! är en amerikansk thrillerserie som hade premiär den 18 oktober 2024 på Peacock. Serien, som består av åtta avsnitt är skapad av Matthew Scott Kane.

## Handling
Serien kretsar kring  ett high school rockband som spelar heavy metal som utnyttjar stadens plötsliga intresse för det ockulta för att skapa ett rykte om sig själva.

## Rollista (i urval)
- Julie Bowen - Linda Campbell
- Bruce Campbell - Chief Dandridge
- Emjay Anthony - Dylan Campbell
- Chiara Aurelia - Jordy
- Nikki Hahn - Faith
- Anna Camp - Tracy Whitehead
- Nolan North - Gene
- Garret Dillahunt